# Culte de la personnalité en Corée du Nord

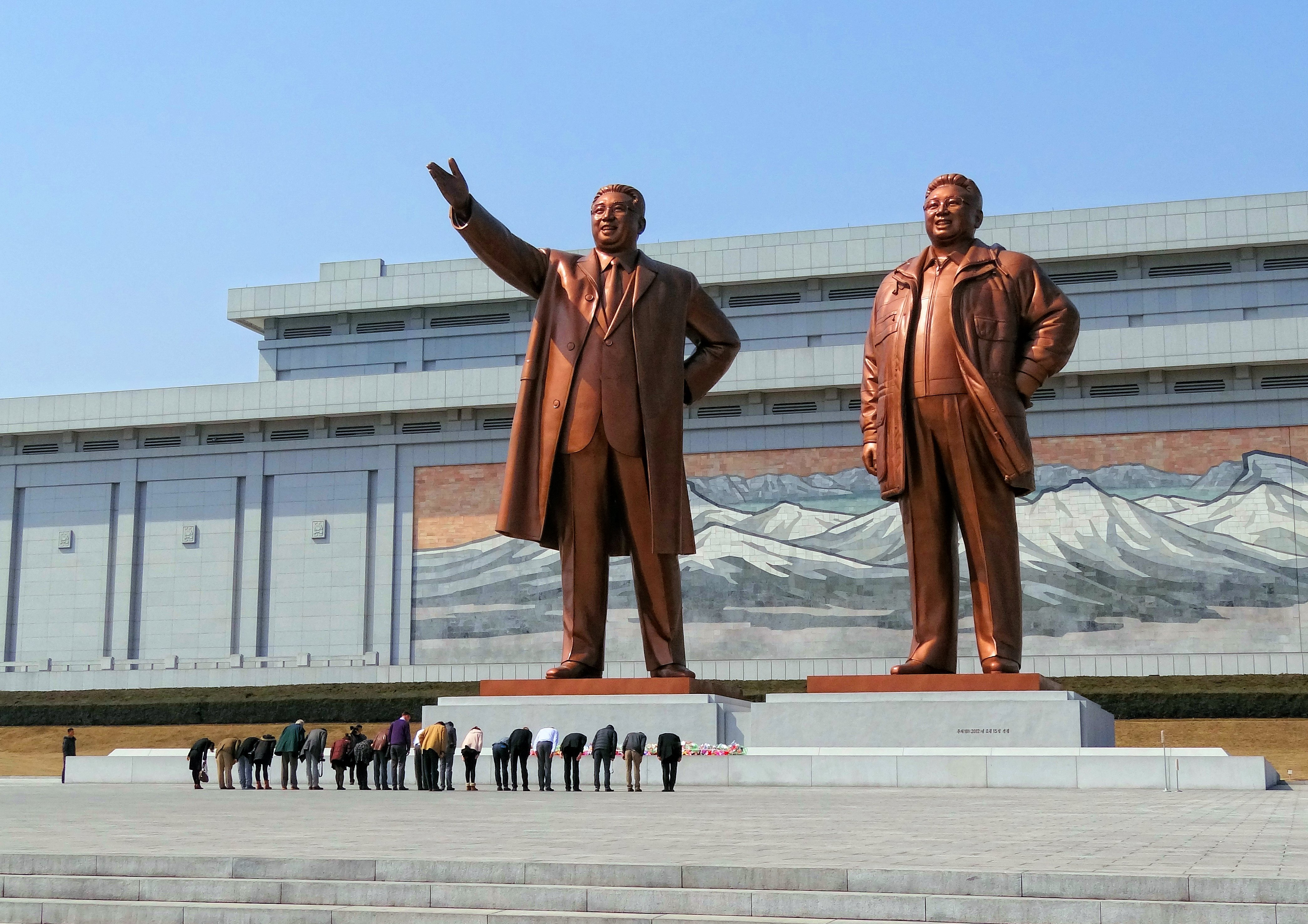
Grandes statues de Kim Il-sung (à gauche) et Kim Jong-il (à droite) sur la place Mansudae à Pyongyang en 2014 et des visiteurs s'inclinant devant.

Le culte de la personnalité en Corée du Nord existe depuis des décennies autour de la famille régnante appelée « dynastie Kim » et est omniprésent dans la culture nord-coréenne. Bien qu'il ne soit pas reconnu officiellement par le gouvernement de la Corée du Nord, de nombreux transfuges nord-coréens et visiteurs occidentaux affirment que de pénibles sanctions sont appliqués à ceux qui critiquent ou ne montrent pas un respect « propre » envers le régime,. Ce culte de la personnalité apparaît peu après la prise de pouvoir de Kim Il-sung en 1948 et est grandement étendu après sa mort en 1994.
Tandis que d'autres pays ont également utilisé le culte de la personnalité à des degrés divers (comme celui de Joseph Staline en Union soviétique), l'omniprésence et la nature extrême de celui pratiqué en Corée du Nord surpassent celles de Staline ou de Mao Zedong. Ce culte se caractérise également par des démonstrations de sentiments intenses et de dévouement des gens envers leurs dirigeants:25 et par le rôle important du concept confucianiste de la famille à la fois dans l'application du culte et, par conséquent, pour le maintien du régime en lui-même, car l’obtention de son portrait est obligatoire dans chaque résidence appartenant aux citoyens nord-coréens.

## Contexte
Le culte de la personnalité autour de la famille Kim exige une fidélité et une soumission totale et établit le pays comme une dictature d'un seul homme à travers des générations successives. La constitution nord-coréenne de 1972 intègre les idées de Kim Il-sung comme seuls principes directeurs de l'État et ses activités comme seul patrimoine culturel du peuple. Selon le journal New Focus International, le culte de la personnalité, en particulier autour de Kim Il-sung, est crucial pour légitimer la succession héréditaire de la famille, et Park Yong-soo note dans l'Australian Journal of International Affairs que le « prestige du Suryong (dirigeant suprême) a la plus haute priorité sur tout le reste en Corée du Nord ».

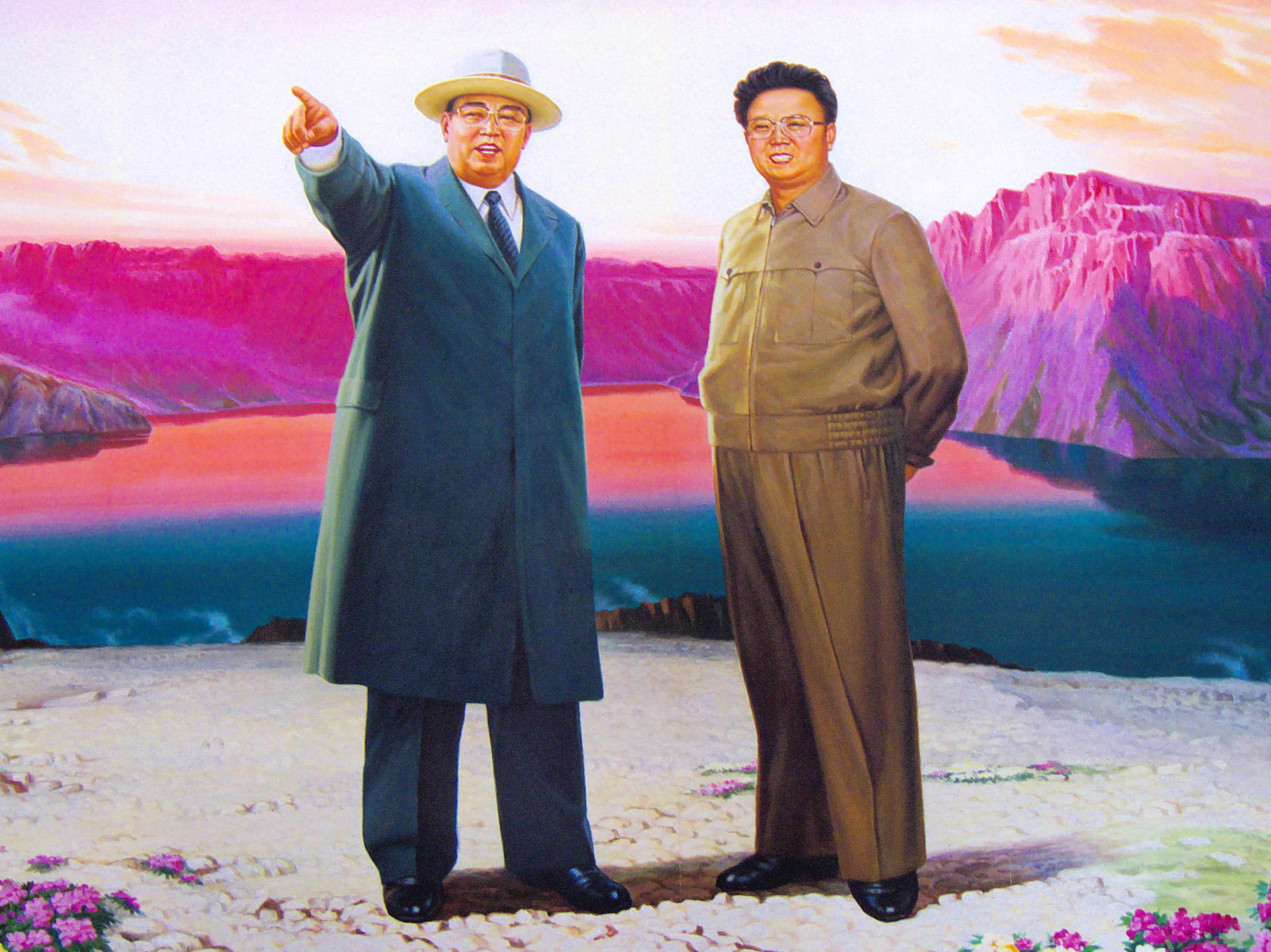
Kim Il-sung (à gauche) avec son fils Kim Jong-il sur le mont Paektu.

Kim Il-sung a créé l'idéologie politique du juche, généralement traduit par « autosuffisance », et l'a développé davantage entre les années 1950 et 1970. Le juche est le principal guide de toutes les formes de pensée, d'éducation, de culture et de vie de toute la nation jusqu'à ce que Kim Jong-il introduit la politique du Songun (« l'armée d'abord ») qui étend la philosophie du juche et a un impact important sur les politiques économiques du pays.
Lors de la 4e conférence du parti d'avril 2012, Kim Jong-un définit davantage le juche comme étant la pensée globale de Kim Il-sung, développée et approfondie par Kim Jong-il, la qualifiant donc de « Kimilsungisme-Kimjongilisme », et que c'est la « seule idée directrice du parti » et de la nation,,.
Les autorités nord-coréennes ont coopté des parties du christianisme et du bouddhisme et les ont adaptés à leurs propres usages, bien que restreignant grandement toutes les religions en général qui sont vues comme une menace pour le régime,. Un exemple de ceci peut être vu dans la description de Kim Il-sung comme un dieu, et de Kim Jong-il comme le fils d'un dieu ou le « Soleil de la nation », évoquant l'imagerie père-fils du christianisme. Selon l'auteur américain Victor Cha (en), durant la première partie du règne de Kim Il-Sung, l'État a détruit plus de 2 000 temples bouddhistes et églises chrétiennes qui pouvaient nuire à la fidélité du peuple envers lui:73. Il existe même une conviction répandue que Kim Il-Sung a « créé le monde » et que Kim Jong-il contrôle le climat. Malgré la suppression des religions traditionnelles, certains décrivent le juche, sociologiquement parlant, comme la religion de toute la population de la Corée du Nord.
Selon un rapport de 2013 de New Focus International, les deux principales publications de nouvelles nord-coréennes (le Rodong Sinmun et l'agence centrale de presse nord-coréenne) publient environ 300 articles par mois relatifs au « culte de Kim ». Le rapport suggère en outre qu'avec la mort de Kim Jong-il, le citoyen nord-coréen moyen se serait fatigué de la grande propagande entourant les Kim. Le journal en ligne Daily NK (en) rapporte également en 2015 que la jeune génération s'intéresse davantage au monde extérieur et que le gouvernement a du mal à assurer la loyauté de la génération des jangmadang (« marchés ») et à promouvoir l'idolâtrerie de Kim Jong-un.
Le gouvernement nord-coréen affirme que ce n'est pas un culte de la personnalité, mais plutôt un véritable culte sincèrement rendu aux héros selon la volonté de la population elle-même.

## Kim Il-sung

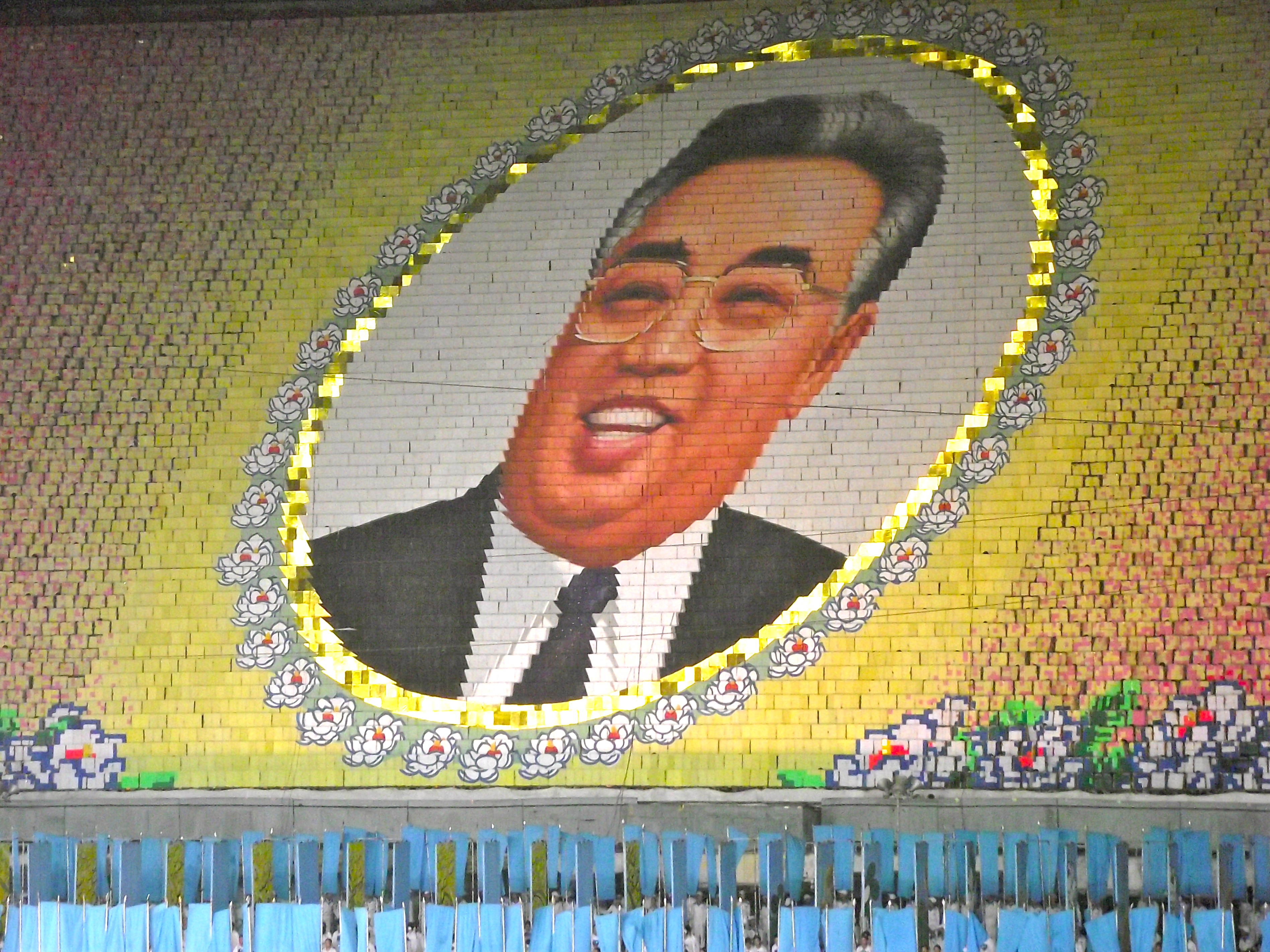
Image créée durant la festival Arirang.

Le culte de la personnalité autour de Kim Il-sung est de loin le plus répandu dans la population. Bien qu'il existe une véritable affection pour Kim Il-sung, son image est manipulée par le gouvernement à des fins politiques.
Le culte apparaît dès 1949, avec l'apparition des premières statues à son image. La vénération pour Kim Il-sung entre en vigueur après une purge massive en 1953. En 1967, Kim Jong-il est nommé au département de la propagande et de l'information de l'État où il commence à concentrer son énergie au développement de la vénération de son père:39. C'est à cette époque que le titre de Suryong (« dirigeant suprême ») entre dans l'usage commun:40. Cependant, Kim Il-sung commence à s'autoproclamer « Grand dirigeant » dès 1949.
Hwang Jang-yop, le plus haut placé du régime nord-coréen à avoir fait défection, note que le pays est entièrement régi par la seule idéologie du « Grand Chef ». Il ajoute qu'à l'époque de la déstalinisation en URSS, quand le culte de la personnalité de Staline fut critiqué, en 1956, certains étudiants nord-coréens présents en Union soviétique ont également commencé à critiquer le culte croissant de la personnalité de Kim Il-Sung et, lorsqu'ils sont rentrés chez eux, « ont fait l'objet d'interrogatoires intensifs qui ont duré des mois » et « ceux considérés comme les moins suspects ont été tués en secret ».
Selon les biographies officielles, Kim Il-sung est issu d'une longue lignée de dirigeants et l'histoire moderne officielle de la Corée du Nord se concentre sur sa vie et ses activités. Il est crédité de la défaite presque à lui tout seul des Japonais à la fin de l'occupation de la Corée (passant sous silence les efforts soviétiques et américains) et de la reconstruction de la nation après la guerre de Corée. Au cours de sa vie, il lui a été accordé de nombreux titres honorifiques tels que « Soleil », « Grand président », « Dirigeant céleste » et d'autres, ainsi que des distinctions comme la « Double médaille d'or du héros,, ». Ces titres et récompenses étaient souvent auto-décernés et la pratique sera répétée par son fils. L'agence centrale de presse nord-coréenne (l'organe officiel du gouvernement) rapporte continuellement les titres et l'affection supposée à Kim Il-sung par les dirigeants du monde, y compris Mao Zedong de Chine, Fidel Castro de Cuba et Jimmy Carter des États-Unis.
Toutes les publications importantes (journaux, manuels, etc.) doivent inclure des « instructions » de Kim Il-sung. En outre, son nom doit être écrit en un seul mot et sur la même ligne, il ne peut pas être divisé en deux parties en cas de fin de page ou si la ligne de texte est vide (par exemple : Kim Il-sung, et non Kim Il-...sung).
Les enfants nord-coréens apprennent à l'école qu'ils ont été nourris, habillés et élevés à tous les égards par la « grâce du Président ». Les plus grandes écoles primaires du pays disposent d'une pièce réservée aux conférences qui traitent spécifiquement de Kim Il-sung (connu sous le nom d'institut de recherche Kim Il-sung). Ces salles sont bien entretenues, construites avec des matériaux de haute qualité et exposent une maquette de son lieu de naissance à Man'gyŏngdae. La taille de ses portraits ornant les bâtiments publics est adaptée proportionnellement à la taille du bâtiment sur lequel ils sont accrochés. Son lieu de naissance est également devenu un lieu de pèlerinage.

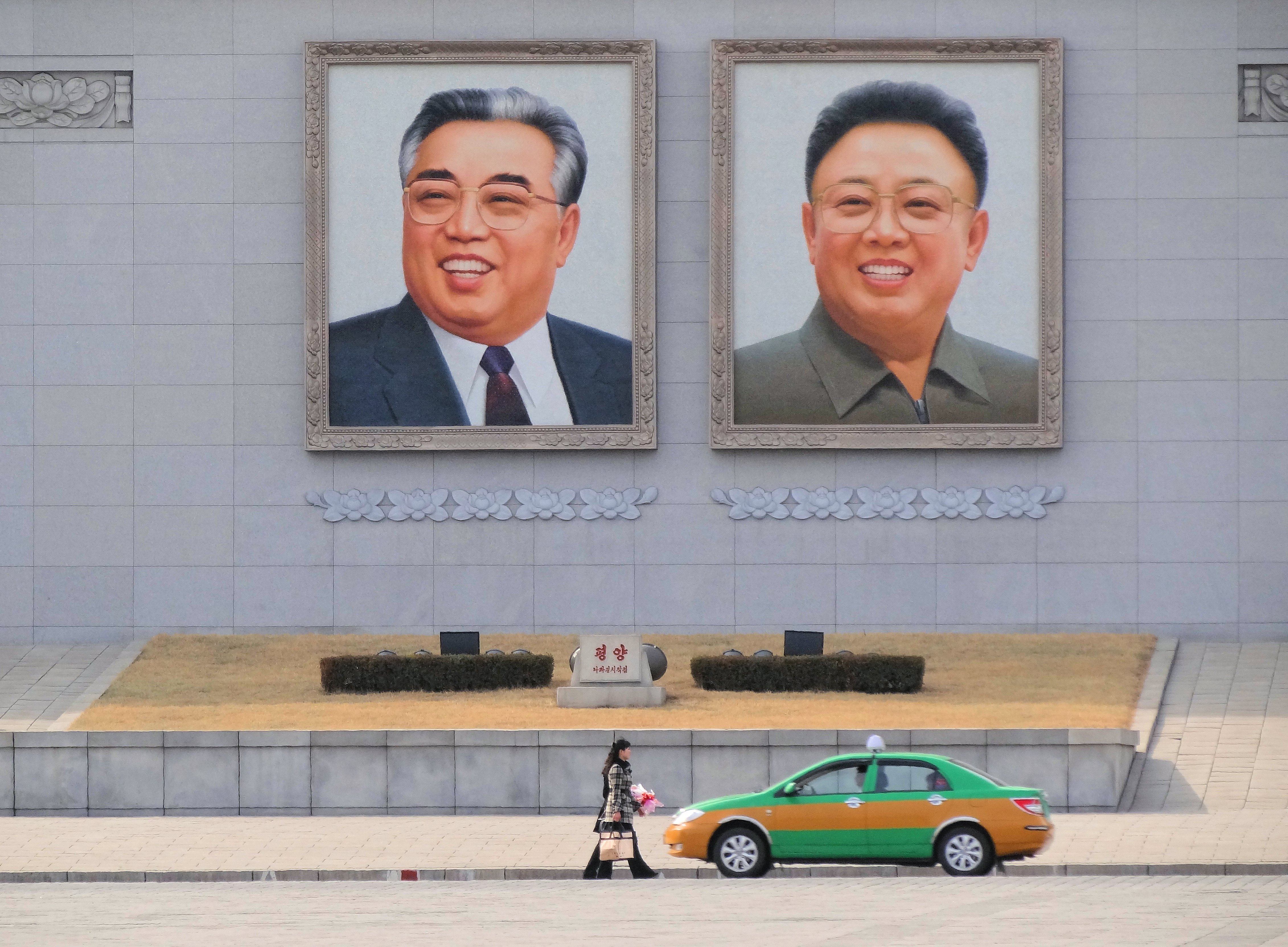
Portraits sur le mur de la Grande maison des études du peuple, face à la place Kim Il-sung.

Le transfuge Kang Chol-hwan (en) écrit sur son enfance en Corée du Nord : 
À travers mes yeux d'enfant et de ceux de tous mes amis, Kim Il-sung et Kim Jong-il étaient des êtres parfaits, non souillés par la condition humaine de base. J'étais convaincu, comme nous l'étions tous, qu'aucun d'eux n'urinait ni ne déféquait. Qui pourrait imaginer de telles choses de dieux ? 

Dans ses mémoires, Kim Il-sung raconte une anecdote sur son père et son grand-père qui justifie cette présentation immaculée des dirigeants nord-coréens à leurs partisans. Le mémoire dit qu'à l'époque où il était jeune écolier, le père de Kim Il-Sung a souvent été envoyé chercher du vin pour l'un de ses professeurs, qui en buvait souvent, jusqu'à ce qu'un jour, son père voit le professeur ivre tomber dans un fossé. Cela conduit à une confrontation dans laquelle le jeune écolier exprime sa honte de l'enseignant embarrassé qui abandonne le vin pour toujours. Le grand-père de Kim Il-Sung raconte la morale de cette histoire : 
L'opinion de mon grand-père était la suivante : si les écoliers s'intéressent trop à la vie privée de leur enseignant, ils perdent la crainte qu'ils avaient envers lui. L'enseignant doit donner à ses élèves la ferme conviction que leur professeur ne mange, ni n'urine. Alors seulement, il pourra maintenir son autorité à l'école. De sorte qu'un enseignant doit mettre en place une façade de vie et vivre derrière elle.

Le biographe Suh Dae-Sook note : 
La grandeur de l'adulation bascule souvent vers le fanatisme. Sa photographie est affichée devant le drapeau national et l'emblème national. La chanson du maréchal Kim Il-sung se joue avant l'hymne national. La meilleure institution d'enseignement supérieur est nommée d'après lui. La plus haute école du parti est également nommée d'après lui. Et il y a des chansons, des poèmes, des essais, des histoires, et même une fleur qui porte son nom.

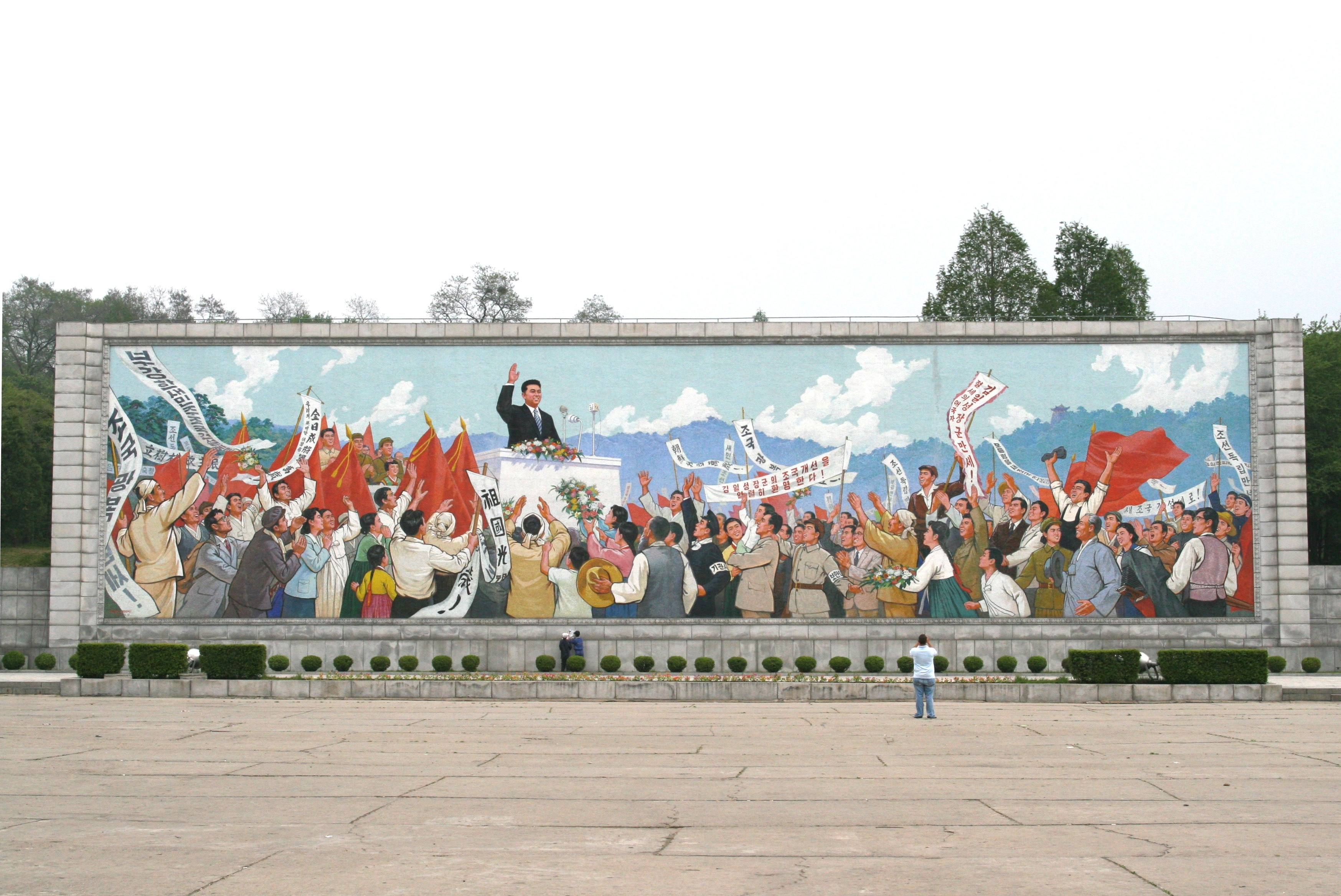
Peinture murale à Pyongyang représentant Kim Il-sung donnant un discours.

La Kimilsungia est une orchidée nommée d'après Kim Il-sung par l'ancien président indonésien Soekarno. Elle prend ce nom en 1965 lors d'une visite au jardin botanique de Bogor. Selon un discours de 2005 de Kim Jong-il, Soekarno et le directeur du jardin voulaient nommer la fleur d'après Kim Il-sung. Celui-ci refusait, mais Sukarno a insisté, « Non. Vous avez rendu d'énormes services à l'humanité, donc vous méritez un grand honneur ». Dans le pays, la fleur (tout comme la Kimjongilia) est utilisée pour idolâtrer le dirigeant.
Au moment de la mort de Kim Il-sung en 1994, Kim Jong-il déclare une période de deuil national de trois ans. Ceux qui sont arrêtés en train de violer les règles de deuil (comme par la consommation) sont punis. Après sa mort, il est désigné sous le titre de « Président éternel de la République ». En 1998, la constitution nationale est modifiée pour intégrer cela. Après la mort de son père, Kim Jong-il étend considérablement le culte de la personnalité de la nation.
En 1997, le système calendaire du Juche, dont la naissance de Kim Il-sung (15 avril 1912) est considérée comme l'an 1, est introduit et remplace le calendrier grégorien,. L'année 2017 correspond par exemple à l'année juche 106 (il n'y a pas d'année 0).
Le 8 juillet 2014 marque le 20e anniversaire de la mort de Kim Il-Sung. Les autorités nord-coréennes déclarent une période de deuil de dix jours qui se déroule du 1er au 10 juillet. L'anniversaire comprend des conférences, des séances d'étude, des chœurs locaux, etc., des enfants et des travailleurs étant mobilisés pour participer aux différents événements. Selon un résident de la ville d'Hyesan, « De nos jours, les gens connaissent des temps difficiles [...] tandis que les événements liés au décès du Suryeong se déroulent tous les jours à l'Union démocratique des femmes et sur les lieux de travail ». Néanmoins, le résident déclare que « personne ne se plaint de cela, peut-être parce que depuis la purge de Jang Song-taek l'année dernière, si vous avez choisi un combat, ils vous traîneront ».

## Kim Jong-il

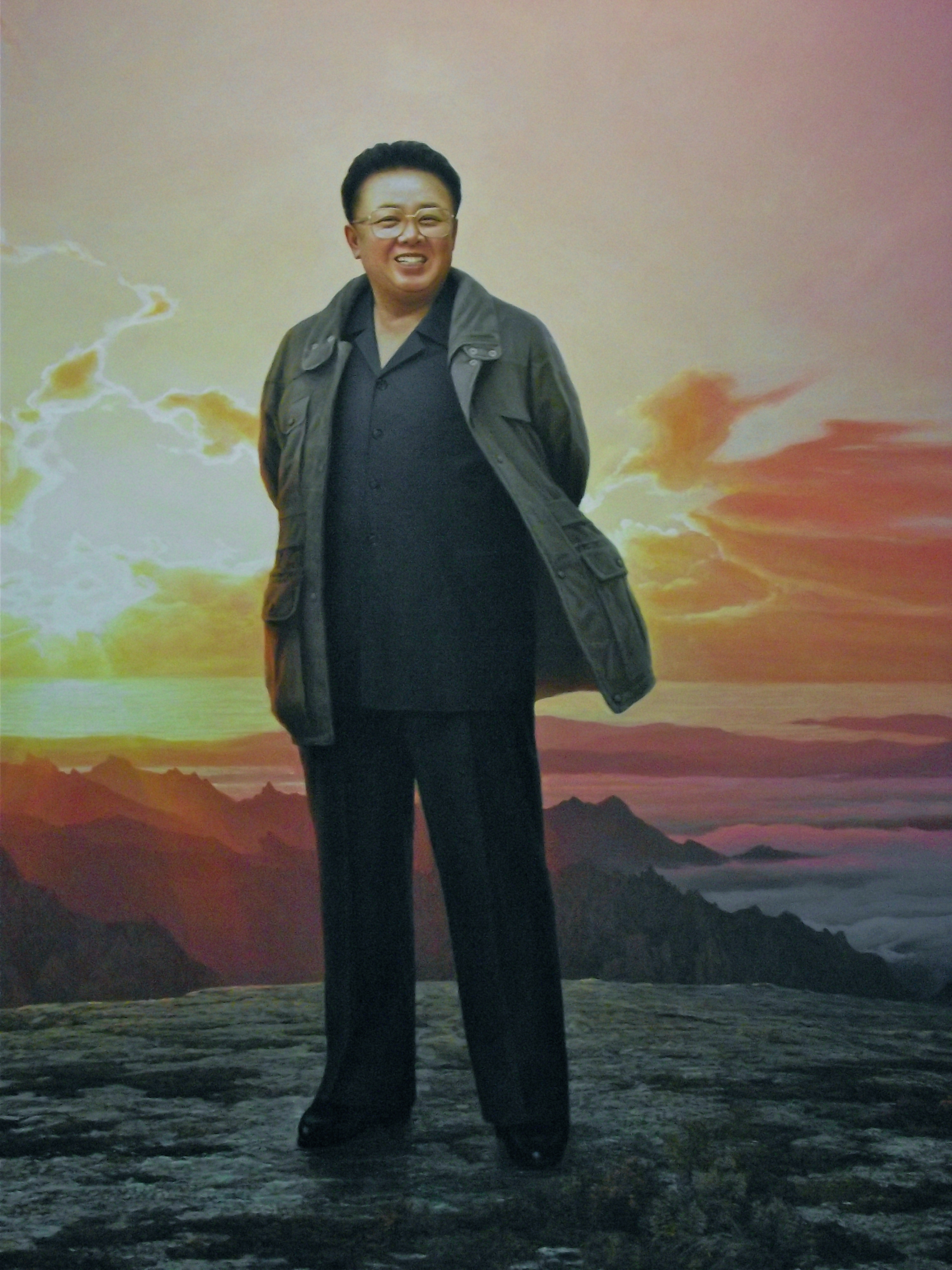
Kim Jong-il visitant le mont Paektu, officiellement son lieu de naissance.

Conformément aux mythologies modernes qui imprègnent la version nord-coréenne de l'histoire, considérée comme cruciale pour le culte de la personnalité et le contrôle politique, il est annoncé que Kim Jong-il est né au mont Paektu dans la base secrète de son père en 1942 (alors qu'il est en fait né en 1941 en Union soviétique) et que sa naissance a été annoncée par une hirondelle, a fait passer l'hiver au printemps, et qu'une nouvelle étoile est apparue dans le ciel, ainsi qu'un double arc-en-ciel.
Ces affirmations, comme celles entourant son père, sont bien sûr apocryphes et continuent tout au long de sa vie,.
Au début des années 1970, Kim Il-sung commence à envisager la question de sa succession, d'abord secrètement, mais en 1975, Kim Jong-il est désigné comme le « centre du parti », ou en relation avec son père dans des références comme « notre grand  Suryong  (chef suprême) et le centre du parti ». En 1977, la première confirmation de Kim Jong-il comme successeur est annoncée dans un livret qui désigne le jeune Kim comme le seul héritier de Kim Il-Sung, comme un fidèle serviteur de son père, affirme qu'il a hérité des vertus de son père et que tous les membres du parti doivent fidélité à Kim Jong-il. Ils sont également invités à reconnaître son autorité absolue et à lui obéir sans condition.
Avant 1996, Kim Jong-il interdit les statues de lui-même et décourage la réalisation de portraits. Cependant, en 1996, les écoles doivent construire une salle distincte pour les conférences traitant spécifiquement de Kim Jong-il, connue sous le nom d'institut de recherche Kim Jong-il, et qui comprend une maquette de son lieu de naissance. Il y a environ 40 000 « instituts de recherche » (autant pour Kim Il-Sung que pour Kim Jong-il) dans tout le pays.
De 1973 à 2012, Kim Jong-il accumule pas moins de 54 titres, dont la plupart n'ont presque rien à voir, ou même pas du tout, avec de réelles réalisations politiques ou militaires puisqu'il n'a jamais eu de formation militaire,.
Au cours de sa vie, le gouvernement publie de nombreux rapports de propagande sur les extraordinaires réalisations de Kim Jong-il, comme le fait qu'il apprit à marcher et parler avant l'âge de six mois. Le journal nord-coréen, Rodong Sinmun, rapporte qu'un « expert en mode français non identifié » a déclaré à propos du style vestimentaire de Kim « qu'il se répand rapidement dans le monde entier, et que cela est sans précédent dans l'histoire du monde », de même qu'il peut contrôler la météo en fonction de son humeur. L'agence centrale de presse nord-coréenne rapporte également, parmi d'autres choses, que selon plusieurs témoignages, la « nature et le ciel ont déployé une grandiose extase mystérieuse pour célébrer l'anniversaire de Kim Jong-il ».
Pour célébrer le 46e anniversaire de Kim Jong-il, le botaniste japonais Kamo Mototeru crée une nouvelle espèce vivace de bégonia nommée « Kimjongilia ».

### Après sa mort

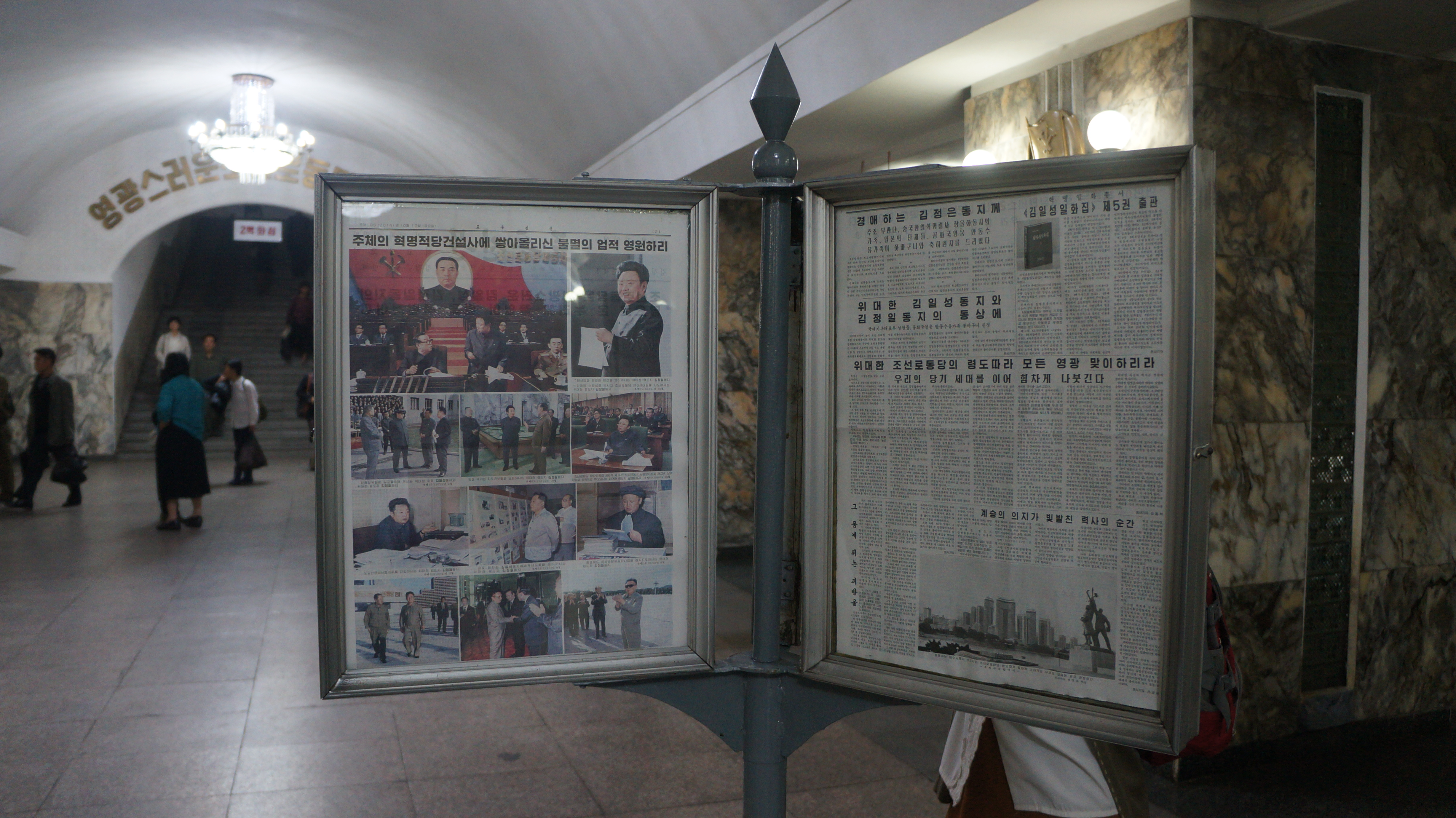
Édition du Rodong Sinmun remplie d'articles relatant les « exploits révolutionnaires » de Kim Jong-il

Après sa mort le 17 décembre 2011, l'agence centrale de presse nord-coréenne rapporte que des morceaux de glace se seraient rompus dans un fracas sans précédent au lac Chon sur le mont Paektu et qu'une tempête de neige avec de forts vents aurait touché la région. Un document politique de son fils, Kim Jong-un, cherche à consolider la mémoire de son père en tant que « Secrétaire général éternel de notre parti ». Beaucoup de personnes sont vues en pleurs pendant la période de deuil de 100 jours, ce qui est typique de la société confucéenne coréenne, et un analyste de l'institut coréen pour l'unification nationale basé en Corée du Sud détermine qu'une grande partie du chagrin public montré au cours de la période de deuil est une véritable expression sincère. Il y a pourtant des doutes quant à la nature et à la profondeur de ces démonstrations de douleur.
À l'instar de la période de deuil de Kim Il-sung, les personnes qui ne suivent pas les règles de la période de deuil de 100 jours ou sont considérées comme insincères dans leur chagrin sont punies voire, dans certains cas, exécutées. Un exemple notable de cela est l'exécution présumée de Kim Chol (en) et d'autres hauts fonctionnaires. Cependant, dans le cas de Chol, des doutes sont émis quant à la crédibilité du récit original et le journal Foreign Policy déclare que les histoires sur les décès violents d'élites nord-coréennes ont tendance à être « exagérées » et la version des événements diffusés par les médias sud-coréens est vraisemblablement basée sur des « potins ».
Plusieurs très grandes statues en bronze sont érigées à côté de celles de Kim Il-sung. Cela inclut des statues de 5,7 m de haut de Kim Jong-il et Kim Il-sung chevauchant chacun un cheval (le premier grand monument construit après la mort de Kim Jong-il) et une autre de 23 m haut sur la place Mansudae à Pyongyang. Le gouvernement remplace également les statues de Kim Il-sung par des versions remises à jour avec de nouvelles statues de Kim Jong-il à côté de celles de son père dans chacune des capitales provinciales et d'autres sites.
À la suite de sa mort, de nombreux timbres et pièces de monnaie commémoratifs sont réalisés et des slogans sont gravés sur les côtés des montagnes en l'honneur de son 70e anniversaire.

## Kim Jong-un

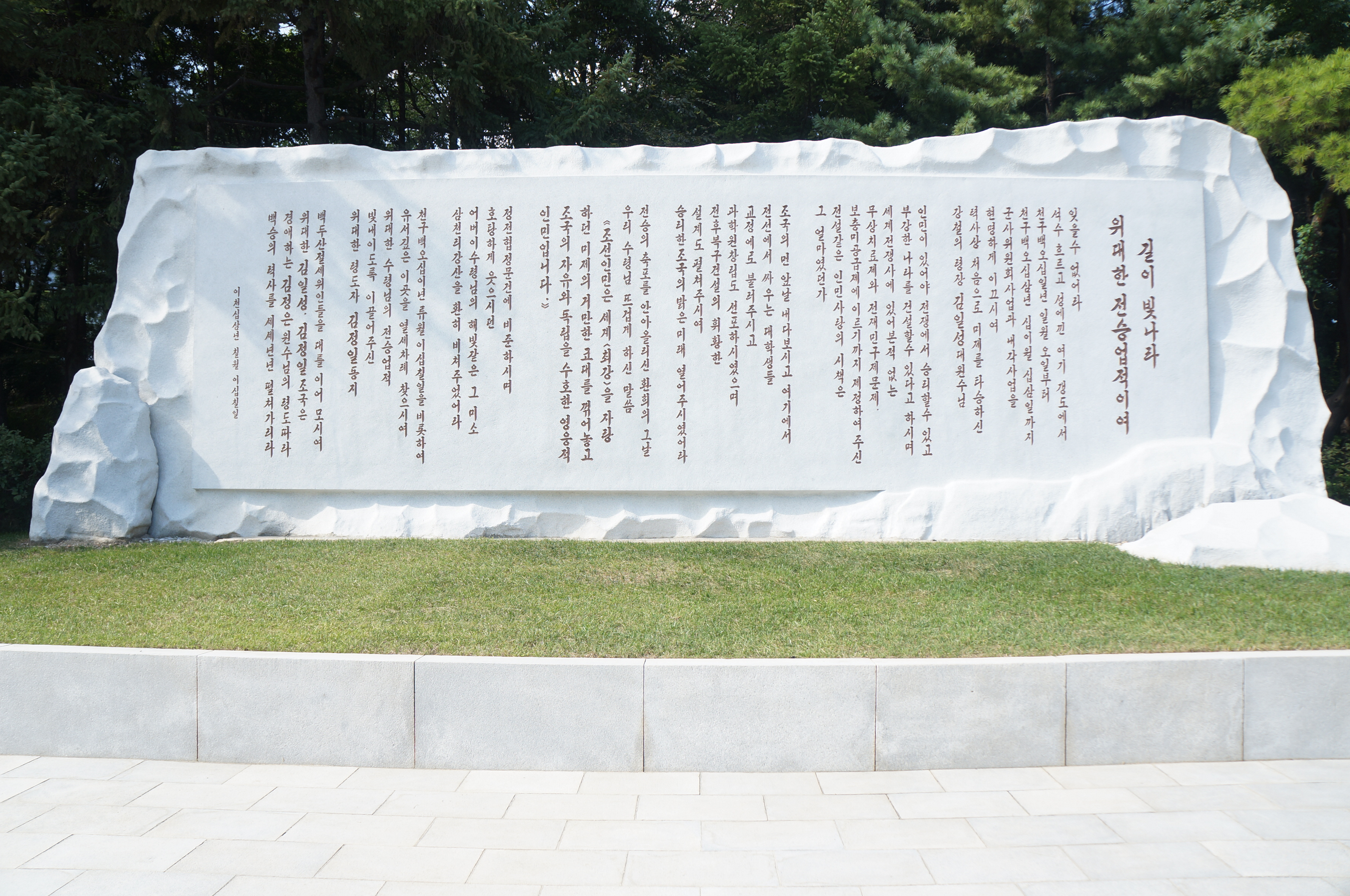
Inscription avec les noms des trois grands dirigeants.

Kim Jong-un, le petit-fils du fondateur de la Corée du Nord, est largement absent du service public et gouvernemental jusqu'au milieu des années 2000. En 2010, il commence à être qualifié de « Jeune général » et à la fin de 2011 de « Général respecteux ». Comme son père, il n'a pas de formation ou de service militaire officiel. [réf. nécessaire] Avec la mort de son père, les médias d'État commencent à se référer à lui comme le « Grand successeur ». Bien qu'il soit encore un jeune dirigeant, le développement de son propre culte de la personnalité est bien avancé, avec un grand nombre d'affiches, de panneaux et d'autres éléments de propagandes répartis dans tout le pays,. Certains commentateurs notent sa ressemblance frappante à Kim Il-sung, ce qui l'a aidé à consolider sa position de dirigeant incontesté dans l'esprit des gens.
Kim Jong-un marque la troisième génération de dirigeants de la famille Kim. Selon le journal Daily NK, les personnes qui critiquent cette succession sont envoyées dans des camps de rééducation ou punies d'autre manière et, après la période de deuil de Kim Jong-il, les autorités gouvernementales commencent à intensifier leurs efforts pour construire la nouvelle idolâtrie de Kim Jong-un.
Après la mort de Kim Jong-il, le président du présidium annonce que le « Camarade Respecté Kim Jong-un est le chef suprême de notre parti, notre armée, et notre pays, et hérite de l'idéologie, du charisme, du caractère, des vertus, et du courage du grand camarade Kim Jong-il ».
Peu de temps après que le nouveau chef est  arrivé au pouvoir, un panneau de propagande de 560 m de long est installé en son honneur près d'un lac de la province du Ryanggang. Le panneau, soi-disant visible de l'espace, porte pour inscription : « Vive le général Kim Jong-un, le Soleil éclatant ! ».
En 2013, le parti du travail de Corée modifie les Dix principes pour l'établissement d'un système idéologique monolithique, qui sert en pratique d'autorité et de cadre juridique principal du pays, pour exiger l'« obéissance absolue » à Kim Jong-un.
L'oncle par alliance de Kim Jong-un, Jang Song-taek, est exécuté le 12 décembre 2013. Sa mort est attribuée en partie à sa volonté de saper le culte de la personnalité de la famille Kim. Elle est également perçue comme une décision de Kim Jong-un visant à consolider son propre culte.
En 2015, à la fin de la période officielle de deuil de trois ans pour la mort de Kim Jong-il, Kim Jong-un ordonne la construction de nouveaux monuments dans tous les comtés (en) de Corée du Nord. De nombreuses rénovations du palais du Soleil Kumsusan sont également prévues. Selon le Daily Telegraph, les analystes « disent que l'ordre d'ériger toujours plus de statues de la famille Kim constituera un lourd fardeau financier pour une économie déjà en difficulté en raison d'années de mauvaise gestion chronique et des sanctions internationales ».

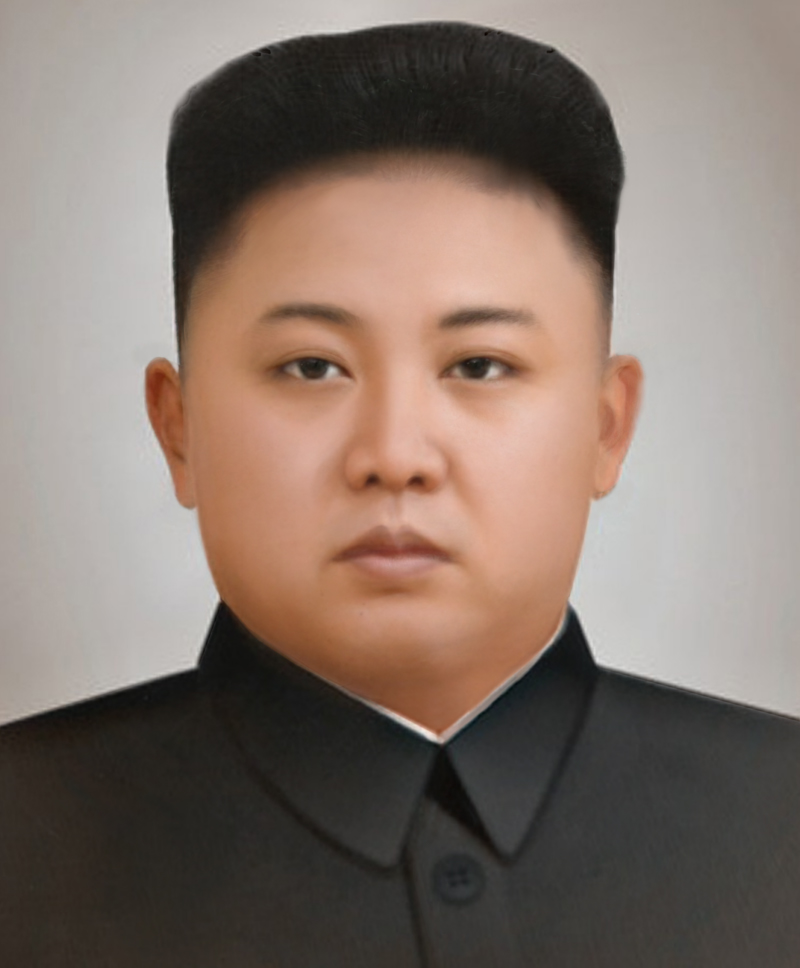
Portrait de Kim Jong-un.

Le premier monument consacré au moins partiellement à Kim Jong-un est annoncé en janvier 2017. Il doit être construit sur le mont Paektu et comprend également des monuments consacrés à Kim Il-sung et à Kim Jong-il. De plus, des « peintures murales en mosaïque » de Kim Jong-un sont prévues dans les grandes villes de chaque province.
Mi-2015, Kim Yo-jong, petite sœur du dirigeant, est nommée à la tête des services de propagande du régime, étant notamment chargée d'organiser son culte de personnalité. Elle remplace à ce poste Kim Ki-nam, un hiérarque de 89 ans, qui était en poste depuis les années 1960.

## Autres membres de la famille
Le culte de la personnalité s'étend à d'autres membres de la famille Kim,, bien qu'à un degré très inférieur.

### Kim Ung-u
Selon l'histoire officielle nord-coréenne, Kim Ung-u, grand-père paternel de Kim Il-sung, se serait battu contre la goélette américaine USS General Sherman lors de l'incident de 1866 et était également un militant antijaponais. Cependant, ces allégations restent sans fondements et de nombreux historiens à l'extérieur de la Corée du Nord mettent en doute leur légitimité.

### Kang Pan-sok
Kang Pan-sok, la mère de Kim Il-sung, était une diaconesse presbytérienne et la fille d'un ancien de l'église, ce qui peut expliquer les influences chrétiennes dans le culte de la personnalité de Kim Il-Sung. Kang est le premier membre de la famille Kim à avoir un culte de la personnalité pour compléter celui de son fils, à partir de la fin des années 1960. L'église protestante de Chilgol, son lieu de naissance, à Pyongyang est dédiée à sa mémoire, et elle est référée comme la « Mère de la Corée » et des chansons et des articles sont écrits à sa gloire:40.

### Kim Hyong-jik
Kim Hyong-jik, le père de Kim Il-sung, est vénéré par les historiographies officielles nord-coréennes pour avoir été un chef prééminent du mouvement d'indépendance coréen anticolonial,. En fait, des sources officielles affirment que Kim a non seulement mené le soulèvement du 1er mars 1919, mais également qu'il a eu lieu à Pyongyang - deux inventions flagrantes de la propagande. En réalité, Kim a été brièvement détenu pour des activités antijaponaises et la plupart des universitaires étrangers ne soutiennent aucun autre revendication de plus sur lui:727. En fait, selon le biographe Suh Dae-Sook, les efforts pour décrire le prétendu rôle majeur de Kim Hyong-jik dans la lutte antijaponaise « semblent être davantage orientés vers la modernisation des attributs de Kim [Il-Sung] en tant que fils pieux ». Cette attribution est devenue de plus en plus importante car Kim Il-sung a utilisé ces histoires pour aider son ascension au pouvoir.
Kim Hyong-jik possède actuellement un musée et une statue dédiés à sa mémoire dans la ville de Bonghwari.

### Kim Hyong-gwon
Kim Hyong-gwon, oncle paternel de Kim Il-sung et frère de Kim Hyong-jik, est honoré en Corée du Nord comme militant antijaponais pour avoir eu une escarmouche avec la police coloniale pour laquelle il a été arrêté. Il est plus tard décédé le 12 janvier 1936 lors de son incarcération à Séoul. Il y a une statue en son honneur à Hongwon (en) sur le site de l'escarmouche.

### Kim Jong-suk

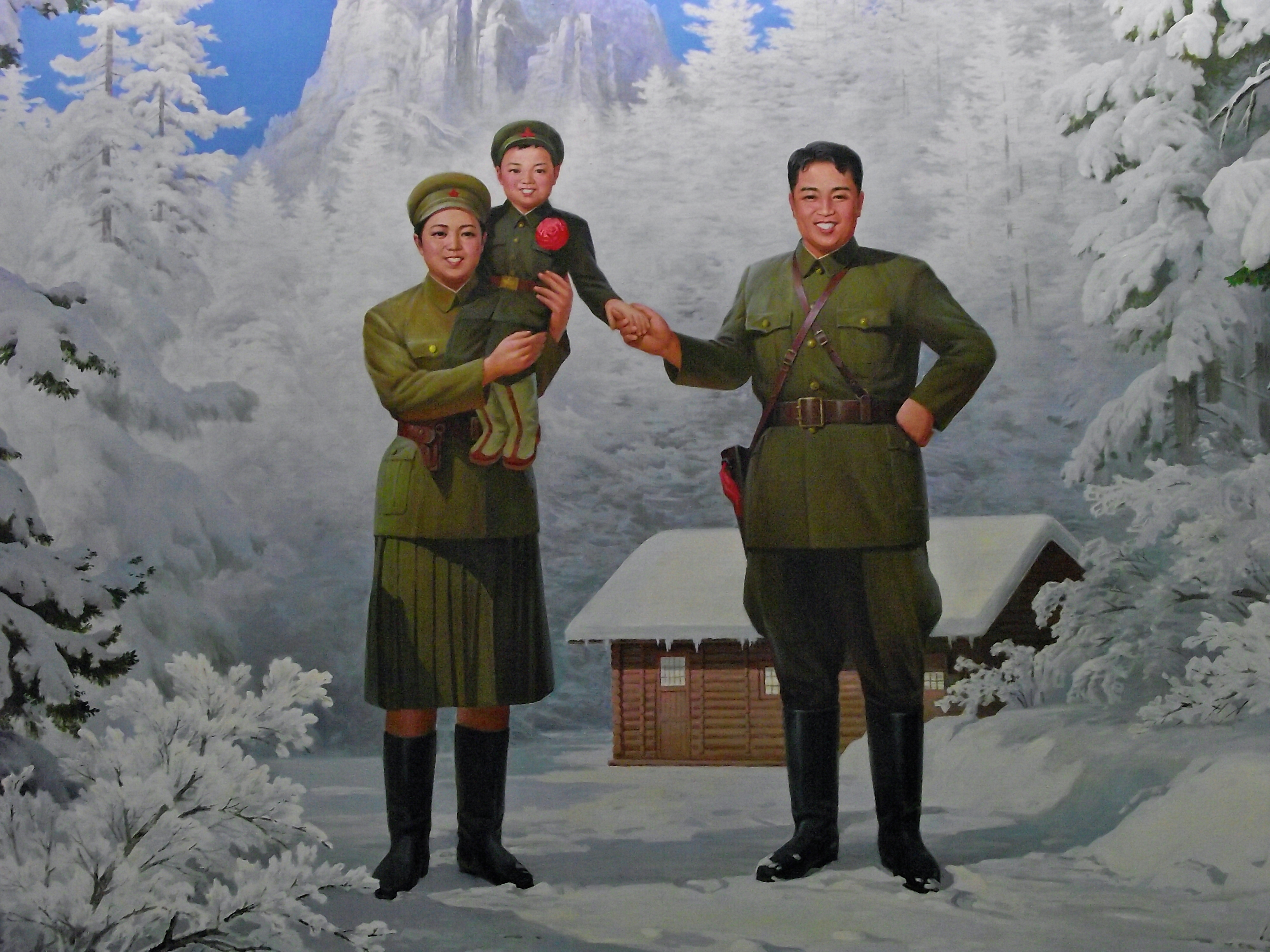
Kim Jong-suk avec son fils Kim Jong-il dans les bras.

Kim Jong-suk, la mère de Kim Jong-il, est décrite comme une « immortelle révolutionnaire » et une « héroïne de la guerre antijaponaise, [ce qui] a soutenu l'idée et la politique originelles de Kim Il Sung et ces exploits prétendus ont beaucoup joué dans le développement du mouvement d'émancipation féminine en Corée ». Elle est référée comme un modèle de révolutionnaire, d'épouse et de figure maternelle, et la société nord-coréenne considère les histoires sur sa vie comme des exemples de façon de vivre.
Bien qu'elle ait été la première femme du gouvernement de la république populaire démocratique de Corée dans la première année de sa fondation en 1948, elle est décédée en 1949 et, à partir de 1974, en conjonction avec la désignation de son fils Kim Jong-il comme héritier apparent, elle est de plus en plus glorifiée et ses réalisations sont commémorées dans tout le pays. Un musée et une statue sont construits en son honneur dans sa ville natale et elle est appelée « Révolutionnaire communiste indomptable » par Kim Song-ae, la deuxième femme de Kim Il-sung, bien qu'elle eût été largement ignorée avant cette période. Ainsi, elle est à l'origine honorée en tant que combattante de la guérilla, mais pas nécessairement comme mère ou femme. Ce n'est qu'en 1980 qu'elle reçoit le titre de « Mère de la Corée » qu'elle partage avec la mère de Kim Il-Sung, Kang Pan-sok. Dans les années 1990, le portrait de Kim Jong-suk est même ajouté à côté de ceux de Kim Il-Sung et Kim Jong-Il qui sont accrochés dans chaque foyer et fabriqués et entretenus comme des objets sacrés de vénération et de culte. De plus, en faisant référence aux « Trois généraux du mont Paektu », les Nord-Coréens comprennent cela comme une image de Kim Il-sung, Kim Jong-suk et leurs fils Kim Jong-il.
Une réplique de cire à son image se trouve à l'Exposition internationale de l'amitié.

## Familialisme dans le culte de la personnalité
Le familialisme est un type de collectivisme dans lequel on s'attend à ce que les besoins de la société ou de la famille soient prioritaires sur les besoins de l'individu. Cela se joue à l'échelle nationale en Corée du Nord, où le Grand chef Kim Il-Sung est le Père et le Parti du travail est la Mère. Ainsi, non seulement les gens s'attendent à chérir leurs parents biologiques et à les traiter avec tout le respect exigé de la piété filiale confucéenne traditionnelle, mais ils doivent chérir et adorer encore plus la famille Kim et le Parti mère.
Le familialisme en Corée du Nord est issu de la combinaison de la valeur confucéenne asiatique traditionnelle de piété filiale, du système communiste de collectivisme et du culte de la personnalité des Kim. En tant que valeur traditionnelle d'Asie de l'Est et confucéenne, l'importance de la famille est présent dans tous les aspects de la vie nord-coréenne, de la politique à l'économie, en passant par l'éducation et même dans les relations interpersonnelles entre amis et ennemis.
Lorsque l'Union soviétique est entrée en Corée du Nord en 1945 pour en chasser les Japonais, elle dû commencer presque à zéro dans l'établissement d'une base communiste dans la région de la capitale Pyongyang. En fait, les idéologies du communisme et du socialisme des Soviétiques étaient probablement aussi étrangères aux Coréens de Pyongyang que les Soviétiques eux-mêmes. Cependant, en mettant l'accent sur une relation familiale et de mère-fille entre l'Union soviétique et la Corée, et plus tard entre Kim Il-Sung et le peuple nord-coréen, Kim a non seulement réussi à appliquer le marxisme occidental à un État asiatique, mais aussi à sécuriser son propre culte de la personnalité, construisant ainsi un sentiment de fidélité incontestable envers lui parmi les Nord-Coréens alors que la Corée du Nord était plus vulnérable aux influences occidentales indésirables.

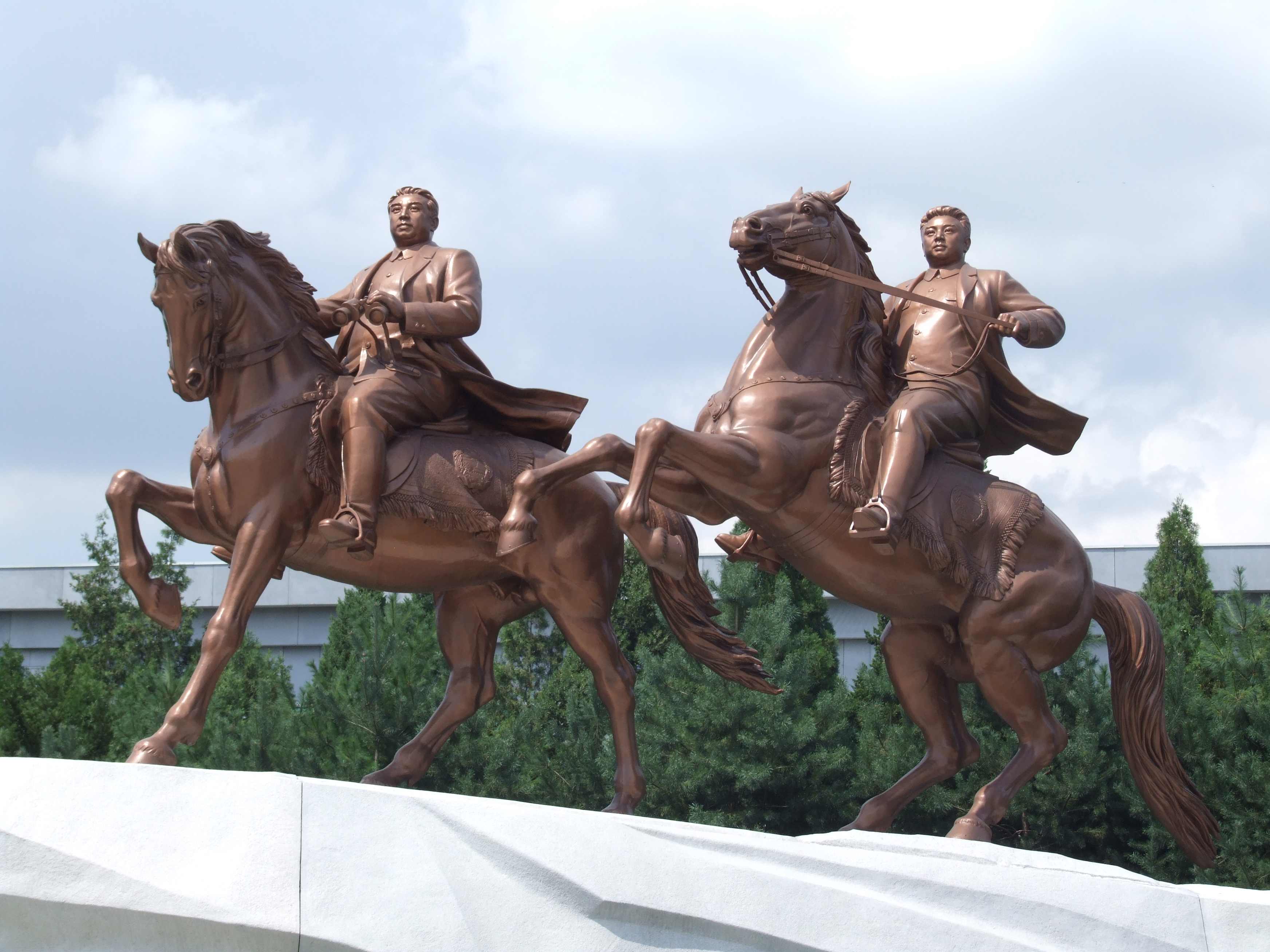
Statues des Kim sur des chevaux à Pyongyang.

Cependant, à la fin des années 1960, après la création du juche comme idéologie officielle nord-coréenne, et à travers le culte de la personnalité, la Corée du Nord commence à focaliser de façon proéminente l'idéologie familiale sur la nation nord-coréenne elle-même, avec Kim Il-Sung lui-même comme nouveau pater familias. En combinaison avec le système de collectivisme nord-coréen et la valeur confucéenne de piété filiale, cela s'est traduit dans la participation collective, pas nécessairement hors du devoir politique, mais à cause de l'amour du peuple pour son père commun, le Grand dirigeant, et l'envie d'en apprendre plus à son sujet et de l'imiter. La Corée du Nord n'est plus simplement un État-nation, mais un État familial avec Kim Il-Sung comme père cherchant le bien de tous ses enfants dévoués.
Les cultes de la personnalité mettent également en avant l'image des Kim comme famille modèle. Endeuillé par la mort de son deuxième fils, Kim Man-il, en 1947, Kim Il-Sung apparaît une décennie plus tard avec un chaman coréen pour accomplir des rituels visant à « soulager la douleur de sa perte ». Il y a un stress particulier sur l'amour filial confucéen du fils pour ses parents. Après leur décès, Kim consacre des monuments à son père et à sa mère.
Cependant, le biographe Suh Dae-Sook doute de la sincérité des témoignages d'hommage à ses parents de Kim. En considérant l'enfance relativement indépendante de ce-dernier, Suh ne croit pas que Kim ait eu un amour si fort pour ses parents qui nécessite des musées et des statues respectives pour chacun d'eux. Au lieu de cela, Suh affirme que « son but, plutôt, semble être plus personnel : c'est un effort pour construire sa propre image de pieux fils coréen d'une famille révolutionnaire ». En se dépeignant publiquement comme un fils fidèle qui aime sa mère et son père, Kim lance le message qu'il attend en retour la même fidélité filiale de ses sujets.
De même, lors du 60e anniversaire de son père, Kim Jong-il fait réaliser trois opéras en son honneur, fait bâtir trois monuments, dont l'Arc de triomphe de Corée du Nord, pour son 70e anniversaire en 1982, et au moment de la mort de Kim Il-sung en 1994, Kim Jong-il déclare trois années de deuil avant de revendiquer pleinement la place de dirigeant de la Corée du Nord. De cette façon, Charles Armstrong écrit que « Kim Jong-il incarnait littéralement la continuité dans le système nord-coréen. Il était le fils biologique du Grand dirigeant et, sous sa rhétorique révolutionnaire et quasi socialiste, ce qui était le plus évident dans les mots et les actes de Kim Jong-il était la valeur coréenne chronique de piété filiale ».

## Vénération des femmes de la famille et du Parti mère
Un autre facteur qui rend unique la Corée du Nord est l'accent qu'elle met également sur l'aspect maternel du gouvernement. Distinctement des autres régimes socialistes, la Corée du Nord a progressivement abandonné à partir des années 1960 l'image paternelle du gouvernement - comme Staline dans l'Union soviétique ou Mao en Chine - et s'est référé de plus en plus à ses dirigeants en termes maternels, malgré le fait que presque tous les membres de la famille et du parti sont en fait des hommes.
Ainsi, à partir des années 1960, les articles commencent à se référer de plus en plus à Kim Il-sung lui-même en des termes plus tendres, l'appelant Oboi, un mot utilisé pour signifier autant le père que la mère. C'est également à cette époque que sa mère, Kang Pan-sok, est devenue la « Mère de la Corée », et que sont apparus des monuments et des articles à sa gloire. Ensuite, dans les années 1980, avec l'annonce officielle de Kim Jong-il comme successeur, le parti du travail de Corée est devenu le « Parti mère » (omonidang) et Kim Jong-il, étroitement associé depuis longtemps au parti, a reçu des épithètes comme « Bien-aimé » ou « Cher » dirigeant. Par conséquent, Kim Jong-suk, première épouse de Kim Il-sung et mère de Kim Jong-il, est élevée pour partager le titre de « Mère de la Corée » avec sa belle-mère, ainsi apparaissant aussi des monuments et des louanges à sa mémoire.
En associant leur gouvernement à la maternité, la famille Kim n'est pas devenue le père sévère confucéen exigeant l'obéissance et le respect, mais plutôt la mère tendre et aimante qui inspire un amour spontané. Alors que les enfants peuvent souvent s'attendre à ce que leur père fasse ce qui est juste selon lui, ils savent toujours que leur mère fera le meilleur pour ses enfants. En ce sens, Charles Armstrong suggère que la « nation était une famille, Kim Il-sung était le père, le parti était la mère et tous les étrangers étaient hors des limites de la compréhension et de l'intimité ». Ainsi, le régime et les gens ont cimenté les liens de nation familiale exclusive, renforçant encore l'idée de la Corée du Nord distincte - et à bien des égards, supérieure - au monde communiste et capitaliste.

## Monuments, portraits et coûts d'entretien

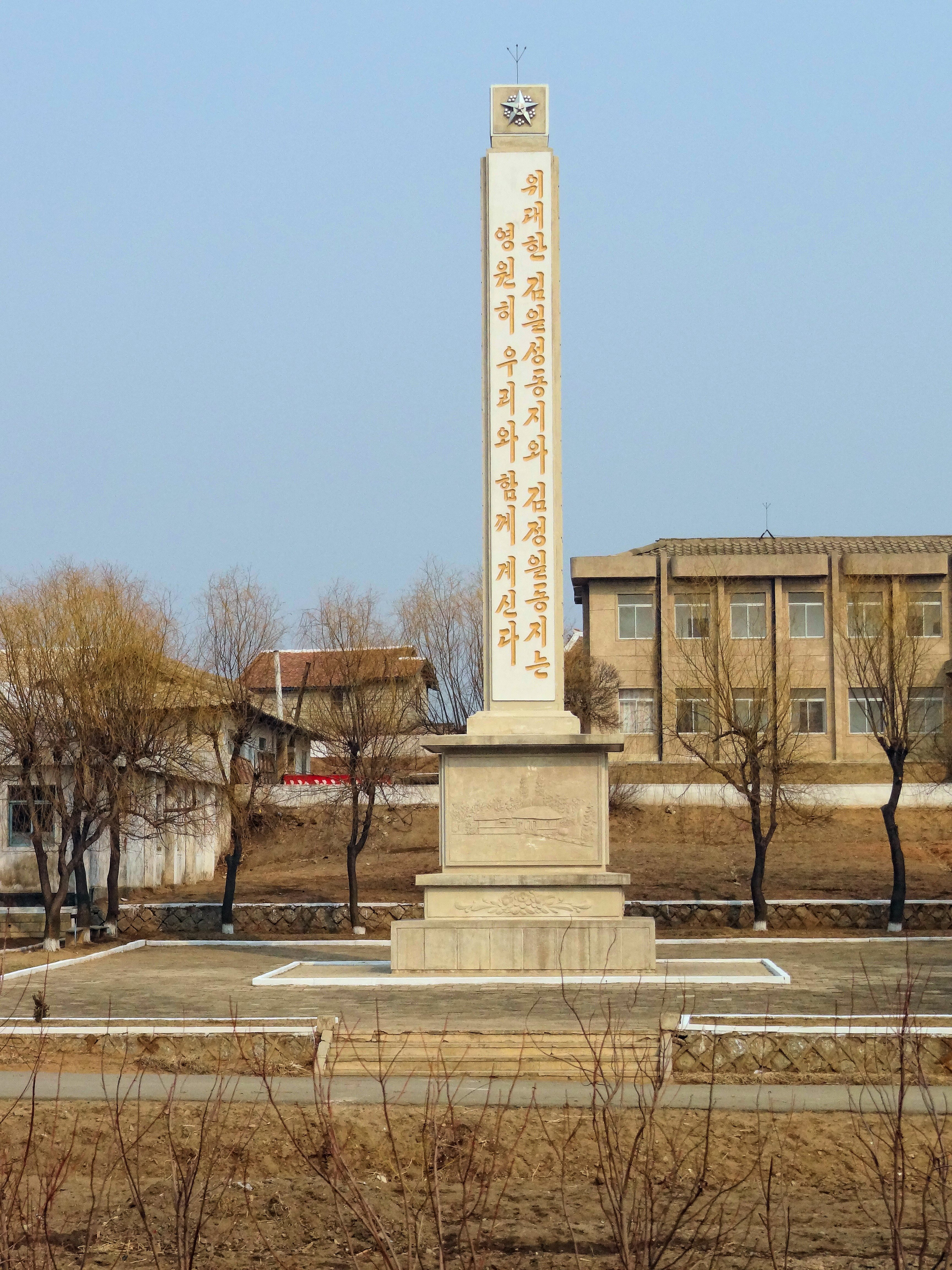
L'une des nombreuses tours de la vie éternelle érigées après la mort de Kim Il-sung en 1994.

En 1992, il y avait à peu près 40 000 statues de Kim Il-sung érigées dans tout le pays, et avec sa mort en 1994, le gouvernement commence à installer 3 200 obélisques, appelés « Tours de la vie éternelle », dans chaque ville. Ces obélisques épousent les vertus du « Grand Maréchal » et, comme pour les autres monuments, les citoyens (et les touristes) sont tenus d'y présenter des fleurs et d'autres signes de respect pendant certaines fêtes,. Il existe des exigences légales associées aux photographies des statues des Kim, y compris celles qui signalent que les visiteurs étrangers doivent photographier la statue entière, et pas seulement la tête ou toute autre partie du corps.
Après la mort de Kim Jong-il, le gouvernement commence à inscrire son nom sur chacun des obélisques et à construire de nouvelles statues à son image.

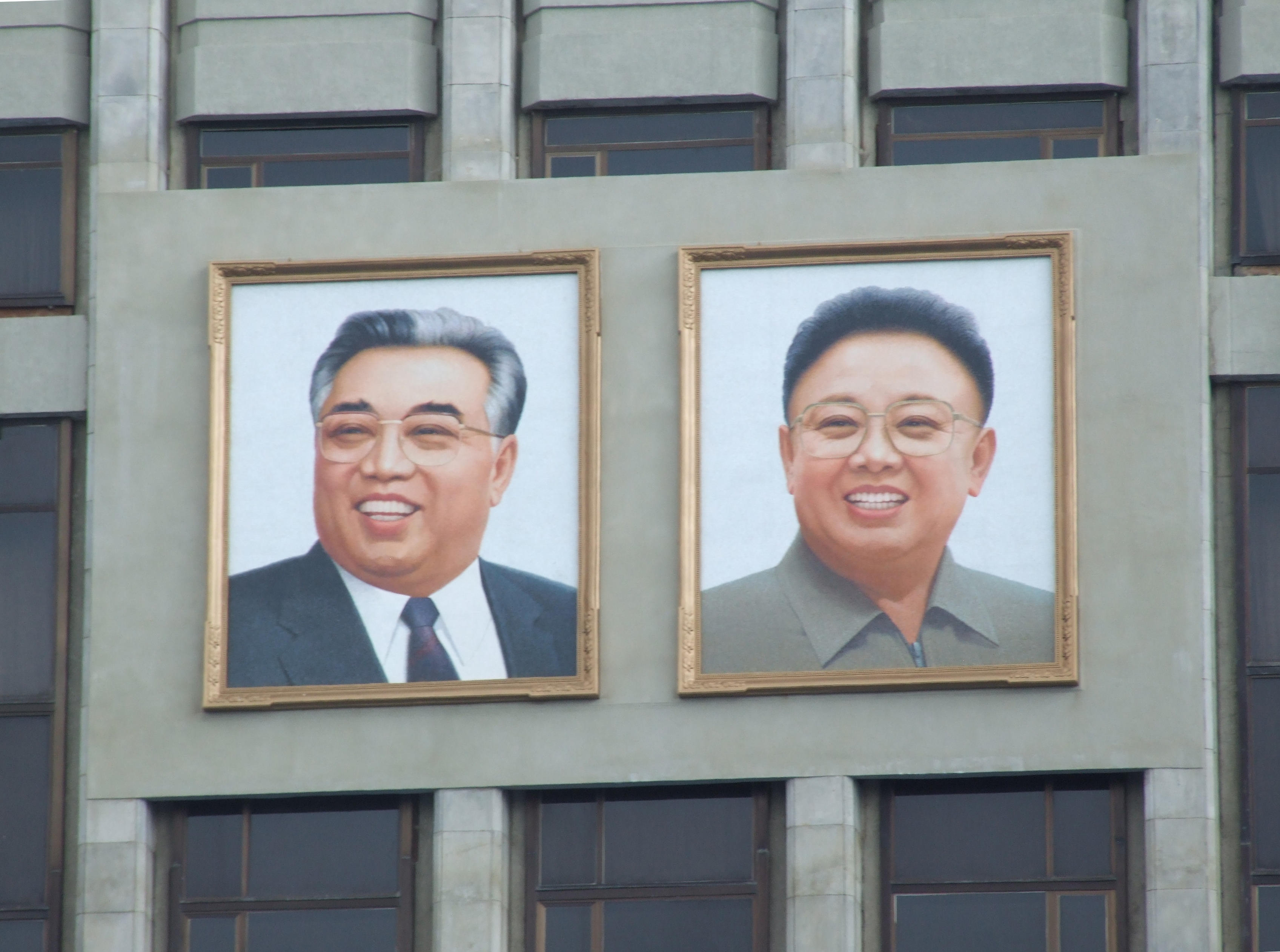
Portraits sur la façade du palais des enfants de Man'gyŏngdae.

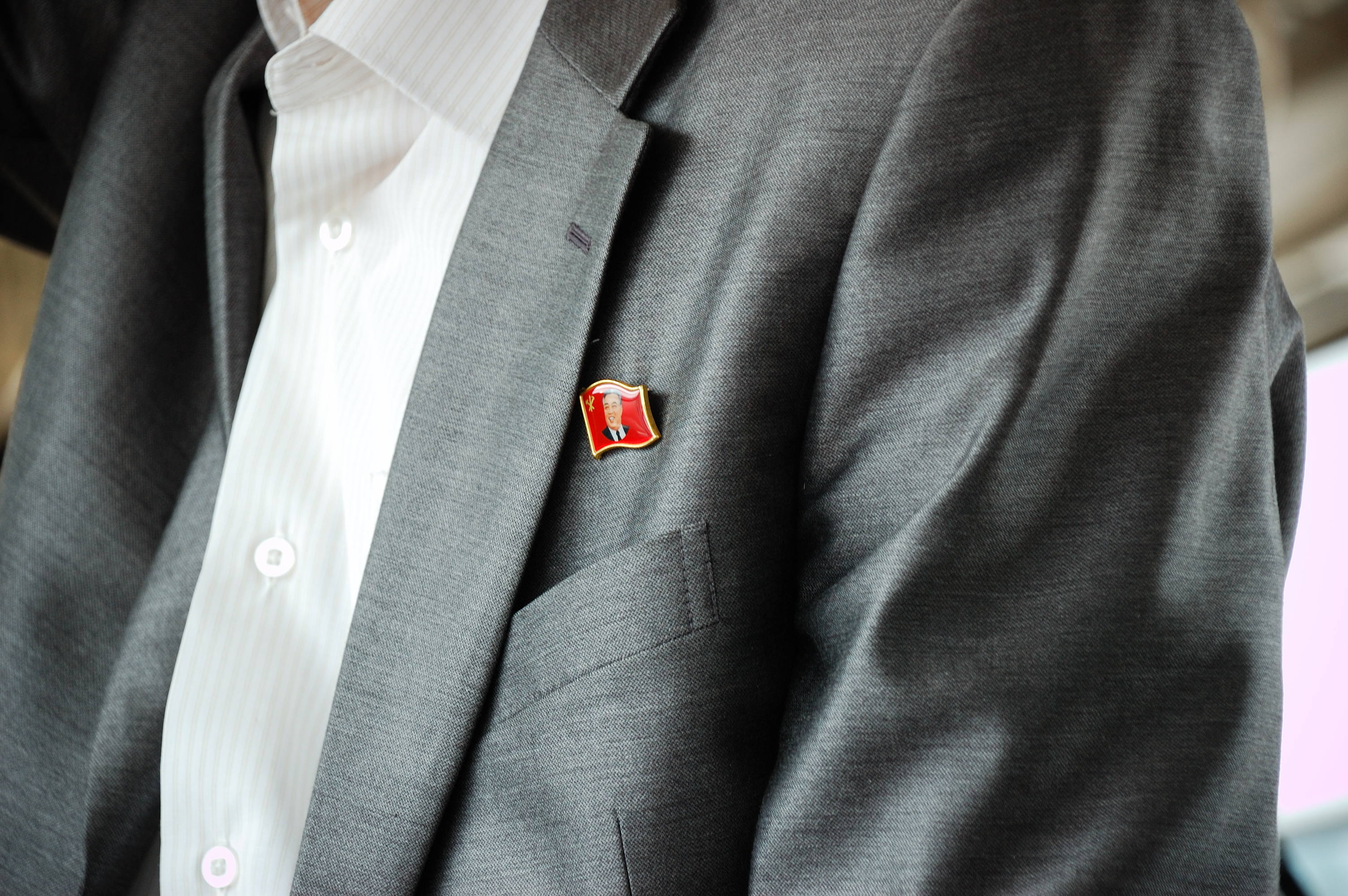
Un pin's à l'image de Kim Il-sung.

Les portraits de Kim Il-sung et de Kim Jong-il sont omniprésents dans les endroits comme les transports en commun, accrochés dans chaque gare et aéroport de Corée du Nord,. Chaque foyer nord-coréen doit posséder une image des Kims accrochée à un mur. Rien d'autre ne doit être accroché sur ce mur et elles doivent être nettoyées quotidiennement avec des chiffons prévus à cet effet. Les membres du parti de chaque quartier sont chargés d'inspecter les maisons pour voir si les images sont poussiéreuses ou non. Si de la poussière est trouvée, une amende doit être payée et son montant dépend de l'épaisseur de la couche de poussière. Les images doivent être accrochées en haut du mur, de sorte que les personnes dans la pièce ne puissent pas être plus hautes qu'elles. Les cadres du parti du travail de Corée et de l'armée doivent tous posséder trois portraits, celui des deux dirigeants décédés et un de la femme de Kim Il-sung, Kim Jong-suk. Les portraits approuvés par le gouvernement sont tous issus de la même fabrique, l'atelier Mansudae. Les portraits présents dans les journaux ou d'autres publications doivent être respectés et il ne faut pas jeter, faire défiler trop vite ou faire une mauvaise utilisation d'une page en contenant un. Elles doivent être collectées et retournées. Les Nord-Coréens adultes sont également tenus de porter un pin's à l'image de leurs dirigeants à gauche de leur poitrine, sur le cœur.
Il existe des histoires de personnes risquant leur vie pour sauver les portraits de diverses catastrophes mais peu d'entre elles se fondent sur des bases solides,. En 2012, une jeune fille de 14 ans se serait noyée en essayant de sauver les portraits de la maison de sa famille lors d'une inondation soudaine. Le gouvernement nord-coréen lui a offert à titre posthume le « Prix Kim Jong-il d'honneur de la jeunesse » et son école a été renommée d'après son nom,.
Le palais du Soleil Kumsusan est construit pour devenir la résidence officielle de Kim Il-sung en 1976. Après sa mort, il est converti en mausolée pour accueillir sa dépouille (et plus tard pour celle de son fils également). Il est rapporté qu'il aurait coûté entre 100 et 900 millions $,. Kumsusan est le plus grand mausolée du monde dédié à un dirigeant communiste.
Le coût global estimé du maintien du culte de la personnalité varie grandement entre les sources publiées. Un livre blanc de l'institut coréen de politique économique internationale (en) estime le coût à 38,5 % du budget de la Corée du Nord en 2004, contre 19 % en 1990,. D'autres sources cependant, comme le journal sud-coréen Chosun Ilbo et le Daily Telegraph britannique, estiment le coût en 2012 entre 40 millions et 100 millions $, respectivement. Les énormes projets de construction dédiées à la famille Kim sont reprochés du ralentissement économique du pays des années 1980.

## Fêtes nationales
En 2013, une nouvelle fête nationale est annoncée au 14 février pour célébrer la date à laquelle Kim Jong-il a assumé le titre de « Généralissime de la république populaire démocratique de Corée ». Contrairement aux célébrations entourant d'autres personnages importants à travers le monde, ces célébrations sont obligatoires, avec de nombreux événements prévus (comme des danses, des événements sportifs et des défilés), et les citoyens doivent déposer des fleurs au pied des monuments,. Les célébrations d'anniversaire des Kims comprennent également une diffusion de films à la télévision d'État sur les vies et les réalisations des dirigeants durant la nuit précédant les festivités. Les gens ne sont pas autorisés à parler ou à s'endormir avant la fin des films.

## À l'international
Entre 60 000 et 220 000 cadeaux offerts à Kim Il-sung et Kim Jong-il de la part de dirigeants, hommes d'affaires, et autres étrangers sont exposés au musée de l'Exposition internationale de l'amitié.
Le musée est une source de fierté pour le gouvernement nord-coréen et est utilisé comme preuve de la grandeur et de la popularité de ses dirigeants,. Le gouvernement nord-coréen met l'accent sur la reconnaissance internationale afin de légitimer son autorité dans l'esprit de la population. Des visites sont organisées à la salle de l'Exposition, après quoi les visiteurs entrant et sortant doivent s'incliner devant les portraits de Kim Il-sung et Kim Jong-il,.

## Importance historique
Au cours du dernier demi-siècle, le système nord-coréen a promu non seulement Kim Il-sung, mais aussi sa famille, en tant que culte nationaliste. Un manuel de soldats nord-coréens sur la politique de la guerre de Corée dénombre même tous les grands exploits héroïques de Kim Il-sung et de ses ancêtres dans la lutte ancestrale contre les « Américains impérialistes ». Ainsi, Kim Il-sung montre que son statut de dirigeant incontesté est tout simplement mérité en promouvant le mythe d'une impressionnante lignée familiale. Kim était le chef patriotique et révolutionnaire parfait car, comme le dit le manuel, la famille qui l'a élevé était patriotique et révolutionnaire jusqu'au bout. Kim Il-sung ne descend pas seulement de chefs révolutionnaires, mais il s'est également marié avec un chef révolutionnaire (Kim Jong-suk) et a engendré un autre chef révolutionnaire (Kim Jong-il). Cela aide à justifier la succession de Kim Jong-il et de Kim Jong-un en remplacement de leurs pères. L'idée est que, tant que sa lignée de sang continue de régner, l'esprit juste et divin de Kim Il-sung vit dans le gouvernement nord-coréen.